# NST新潟オープンゴルフトーナメント
NST新潟オープンゴルフ選手権競技（NSTにいがたオープンゴルフせんしゅけんきょうぎ）は、日本ゴルフツアー機構公認の男子プロゴルフ公式戦。2004年まで毎年7月下旬に開催されてきたが、同年をもって廃止された。

## 概要
大会の主催者は新潟総合テレビ（NST）で、同社と新潟県ゴルフ連盟が中心となって県内のゴルフ文化の活性化を目指し、地域との共存共栄を図る地域密着型トーナメントとして開催してきた。開催コースも毎年県内を巡回する「サーキット方式」が取り入れられたが、後年は新発田市のフォレストゴルフクラブでの開催が主であった。2002年、「サトウの切り餅」などで知られる食品メーカーのサトウ食品が協賛スポンサーとなり「サトウ食品NST新潟オープンゴルフ」とタイトルが改められた。
トッププレーヤーの多くはこの時期、自主トレーニングや全英オープンなど海外転戦に充てており、出場することから殆どこの大会には登場せず、7月下旬という猛暑の時期の開催ということもあって、トッププレーヤーの出場例はごく少ない。むしろ中堅・若手選手が出場する一種の登竜門的な位置づけがなされた。また、トッププレーヤーが出場しないもう一つの理由として、ツアーで最も低い賞金額（2004年実績、賞金総額5000万円、優勝賞金1000万円）にあったともいわれていた。
さらにテレビ中継についても、新潟県内向けのローカル放送では全ラウンドを生中継していたが、地上波放送に関してはネットワーク編成の関係から大会最終日のみ深夜枠で録画中継を行う程度（但し、CS・フジテレビ739で生中継された例もある）で、男子ツアー公式戦の中でも全国的には知名度が低い部類だった。なお実況は、NSTにスポーツ中継のノウハウを持つアナウンサーが少ないことからフジテレビからアナウンサーを派遣、近年は主に塩原恒夫が担当していた。1990年の大会では中継を担当した堺正幸と田中亮介が帰京後、放送中であったフジテレビ全アナウンサーがキャストのFNS27時間テレビに合流しそのまま参加した。
2004年を最後に開催を終了したが、新潟県中越地震の影響とは直接関係ない。

## 大会歴代優勝者
1981年から83年までは36ホール、1984年以降は72ホールストローク、POはプレーオフでの決着
- 1979年　上原宏一
- 1980年　石井秀夫
- 1981年　竹安孝博
- 1982年　山本善隆
- 1983年　重信秀人PO
- 1984年　藤木三郎
- 1985年　謝敏男PO
- 1986年　デビッド・イシイ
- 1987年　中村忠夫
- 1988年　尾崎直道
- 1989年　友利勝良
- 1990年　金井清一
- 1991年　横山明仁
- 1992年　中嶋常幸
- 1993年　井戸木鴻樹
- 1994年　泉川ピート
- 1995年　丸山智弘
- 1996年　堀川昌利
- 1997年　細川和彦
- 1998年　河村雅之
- 1999年　伊沢利光
- 2000年　白潟英純
- 2001年　桧垣豪
- 2002年　今野康晴
- 2003年　宮本勝昌
- 2004年　金鍾徳